# Lucien Lison
Pour les articles homonymes, voir Lison.
Lucien Alphonse Joseph Lison (né le 7 mars 1907 à Trazegnies (Hainaut, Belgique) et décédé le 9 novembre 1984 à Ribeirão Preto (São Paulo, Brésil) à l’âge de 77 ans), est un médecin et biologiste belge et brésilien. Il est considéré comme le père de l'histochimie.